# 奥格斯堡采邑主教区
奥格斯堡采邑主教辖区（德語：Fürstbistum Augsburg，Hochstift Augsburg）是神圣罗马帝国的采邑主教区之一，属于施瓦本行政圈。 它不应该与更大的奥格斯堡教区相混淆，在该教区中，采邑主教只行使精神权威。
奥格斯堡市在获得帝国自由市地位后，成为了一个独立的实体，在宪法和政治上独立于同名的采邑主教区。 在德意志地區天主教會世俗化運動过程中被并入巴伐利亚时，该主教辖区占地约 2365 平方公里，拥有约 100,000 名居民。